# Zuo Feng
Zuo Feng (en xinès tradicional: 左豐; en xinès simplificat: 左丰; en pinyin: Zuǒ fēng) va ser un eunuc xinès que va viure durant el període de la tardana Dinastia Han Oriental (9 - 24 dC) de la història xinesa. Segons la novel·la històrica del Romanç dels Tres Regnes, Zuo Feng va tenir arrestat a Lu Zhi sota càrrecs falsos després que Lu no va pagar cap suborn a Zuo durant la Rebel·lió dels Turbants Grocs.